# La herida (película de 2017)
La herida (en xhosa, Inxeba) es una película dramática sudafricana de 2017 dirigida por John Trengove. Se estrenó en el World Cinema Dramatic Competition en el Festival de Cine de Sundance de 2017 y en la sección Panorama del 67.º Festival Internacional de Cine de Berlín. La película abrió el Festival Internacional de Cine LGBT de Tel Aviv de 2017. Fue seleccionada como la candidata sudafricana a Mejor Película de Lengua Extranjera en los 90 Premios Óscar, haciendo la lista de preselección de diciembre.

## Trama
La película muestra una relación armarizada entre dos hombres en el contexto del ritual de iniciación Xhosa de Ulwaluko. Xolani, un obrero, se une a los hombres de su comunidad en la ceremonia anual de iniciación en las montañas del Cabo Oriental. Además de servir como mentor para los niños que se someten a la ceremonia, Xolani espera la tradición anual debido al hecho de que le brinda la oportunidad de restablecer su relación sexual y romántica con Vija. Cuando se asigna a Xolani para ser el mentor de Kwanda, un joven de Johannesburgo, se da cuenta rápidamente de que Kwanda también es gay, y Kwanda pronto se da cuenta de la naturaleza de la relación entre Vija y Xolani. Las tensiones pronto aumentan entre los tres hombres.

## Reparto
- Nakhane como Xolani.
- Bongile Mantsai como Vija.
- Niza Jay Ncoyini como Kwanda.
- Siphosethu "Seth Singer" Ngcetane como Nkosi.
- Loyiso Lloyd N Ngqayana como Vija de joven.
- Sibabalwe Esbie Ngqayana como Zuko.
- Halalisani Bradley Cebekhulu como Lukas.
- Inga Qwede como Ncedo.

## Producción
La inspiración para La herida vino después de que el director John Trengove leyera A Man Who is Not a Man, una novela de Thando Mgqolozana sobre el tema de la ceremonia de iniciación de los Xhosa. Trengove deseaba desafiar la noción de que la homosexualidad era un producto de la cultura occidental que representaba una amenaza para la cultura tradicional africana. La película recibió fondos de la National Film and Video Foundation. Se consultó a expertos culturales para garantizar la autenticidad del material.

## Recepción
En el agregador de reseñas Rotten Tomatoes, la película tiene una calificación de aprobación del 89%, basada en 44 reseñas con una calificación promedio de 7.3/10. El consenso crítico del sitio web dice: "La herida utiliza su historia compleja y oportuna como una herramienta eficaz para una exploración estimulante de la dinámica humana". Metacritic le da a la película una puntuación promedio ponderada de 80 de 100, basada en 14 críticas, lo que indica "críticas generalmente favorables".

### Premios y nominaciones
Inxeba recibió 19 premios en 44 festivales en todo el mundo; recibió ocho nominaciones a los Premios Sudafricanos de Cine y Televisión (Safta), incluyendo Mejor Actor, Mejor Dirección y Mejor Película; y fue preseleccionado para un Óscar en la categoría de Mejor Película de Lengua Extranjera.

### Controversia
La película ha sido acusada de insensibilidad cultural porque retrata ritos de paso secretos. Sin embargo, otros medios de información que tratan el mismo tema, como Un largo camino hacia la libertad de Nelson Mandela, no han recibido críticas similares, lo que lleva a acusaciones de que las quejas sobre la película están motivadas por la homofobia.
Un día después del estreno de la película en Sudáfrica, los cines en la provincia del Cabo Oriental se vieron obligados a cancelar las proyecciones de la película y ofrecer reembolsos debido a protestas, intimidación y vandalismo. Posteriormente, Nu Metro Cinemas canceló las proyecciones en todo el país, mientras que Ster-Kinekor continuó proyectándola fuera de Cabo Oriental. Los productores de la película presentaron quejas ante la Comisión de Derechos Humanos y la Comisión para la Igualdad de Género por amenazas y violencia. El equipo de producción y el elenco recibieron amenazas de muerte y se vieron obligados a esconderse.  

### Reclasificacion
La película fue clasificada inicialmente como 16LS por la Junta de Cine y Publicaciones de Sudáfrica (FPB), pero luego fue reclasificada para mayores de 18 (X18) por el Tribunal de Apelaciones de la FPB después de las quejas del Congreso de Líderes Tradicionales de Sudáfrica y otras organizaciones culturales y cristianas. X18 es la clasificación reservada para pornografía hardcore, aunque Inxeba no contiene ninguna, y significa que la distribución se limitó a locales con licencia para mostrar pornografía, lo que resultó en la eliminación de la película de todos los cines sudafricanos. La Alianza Democrática criticó la decisión del Tribunal de Apelaciones, calificándola como "nada menos que censura" por parte de "patriarcas y homófobos". Los propios clasificadores de la FPB han concluido que la calificación del Tribunal de Apelaciones equivalía a una censura ilegal basada en la homofobia.
Urucu Media, los productores de Inxeba y la SA Screen Federation tenían la intención apelar la calificación X18 de la película en la corte, sobre la base de que se les negó la oportunidad de hacer una representación ante el Tribunal, y que la decisión del Tribunal de Apelación es incompatible con los principios de la Constitución de Sudáfrica.